# (15789) 1993 SC
1993 أس سي (ويعرف أيضًا باسم (15789) 1993 أس سي وفق تسمية الكوكب الصغير) (بالإنجليزية: 1993 SC)‏ هو كويكب ضمن حزام الكويكبات؛ وترتيبه 15789 من حيث الاكتشاف.
اكتُشف هذا الجُرم الفلكي بواسطة Alan Fitzsimmons ‏ في 17 سبتمبر 1993.

## وصلات خارجية
- (15789) 1993 SC في قاعدة بيانات مختبر الدفع النفاث لأجرام النظام الشمسي الصغيرة

- الاكتشاف · مخطط المدار ·  العناصر المدارية · المعلمات المادية

- (15789) 1993 SC على موقع ويكي سكاي: DSS2, SDSS, GALEX, IRAS, Hydrogen α, X-Ray, Astrophoto, Sky Map, Articles and images